# Bödexen
Bödexen is een dorp in de stadsgemeente Höxter in het oosten van Noordrijn-Westfalen. Bödexen ligt 203 m boven de zeespiegel. Ten noorden van Bödexen ligt bij de Köterberg (497 meter hoogte) de hoogste berg in het Weserbergland. Eind 2018 telde Bödexen 813 inwoners.

Ligging van Bödexen in de gemeente Höxter

Het, in de Wezer uitmondende, riviertje de Saumer stroomt door Bödexen. De stad Höxter ligt circa 10 kilometer ten zuidoosten van het dorp.
De naam van het, in de 9e eeuw onder de naam Bodikeshusun reeds bestaande, dorp is afgeleid van de persoonsnaam Bodo en -hausen (-huizen).
Het Sint-Annakerkje uit 1683 is rond 1965 aan de rooms-katholieke eredienst onttrokken en dient sedertdien als een cultureel trefpunt in het dorp.
De meeste inwoners, voor zover zij geen woonforensen met een werkkring in een grotere plaats elders zijn, leven van landbouw of toerisme.